# ريتشي توريس
ريتشي توريس (بالإنجليزية: Ritchie Torres)‏ هو سياسي أمريكي من مدينة نيويورك  وهو عضو في الحزب الديمقراطي ولد في 12 مارس 1988.